# Europarlamentari pentru Bulgaria 2007
Aceasta este o listă a membrilor Parlamentului European pentru Bulgaria, ordonați alfabetic, pentru perioada 1 ianuarie 2007 - 20 mai 2007, până la alegerile din 20 mai 2007.

## A
- Nedzhmi Ali, Movement for Rights and Freedoms (Alianța Liberalilor și Democraților pentru Europa)

## B
- Georgi Bliznashki, Coalition for Bulgaria (Partidul Socialiștilor Europeni)

## C
- Mladen Petrov Chervenyakov, Coalition for Bulgaria (Partidul Socialiștilor Europeni)
- Christina Velcheva Christova, National Movement Simeon II (Alianța Liberalilor și Democraților pentru Europa)

## D
- Konstantin Dimitrov, Democrats for a Strong Bulgaria (Partidul Popular European)
- Martin Dimitrov, United Democratic Forces (Partidul Popular European)
- Philip Dimitrov, United Democratic Forces (Partidul Popular European)

## H
- Filiz Husmenova, Movement for Rights and Freedoms (Alianța Liberalilor și Democraților pentru Europa)

## I
- Stanimir Ilchev, National Movement Simeon II (Alianța Liberalilor și Democraților pentru Europa)

## K
- Tchetin Kazak, Movement for Rights and Freedoms (Alianța Liberalilor și Democraților pentru Europa)
- Evgeni Kirilov, Coalition for Bulgaria (Partidul Socialiștilor Europeni)

## L
- Marusya Ivanova Lyubcheva, Coalition for Bulgaria (Partidul Socialiștilor Europeni)

## P
- Atanas Atanassov Paparizov, Coalition for Bulgaria (Partidul Socialiștilor Europeni)
- Antonyia Parvanova, National Movement Simeon II (Alianța Liberalilor și Democraților pentru Europa)

## S
- Lydia Shouleva, National Movement Simeon II (Alianța Liberalilor și Democraților pentru Europa)
- Stefan Sofianski, Bulgarian People's Union (Partidul Popular European)
- Dimitar Stoyanov, National Union Attack (Identitate, Tradiție, Suveranitate)

## V
- Kristian Vigenin, Coalition for Bulgaria (Partidul Socialiștilor Europeni)